# ديف هاردينغ
ديف هاردينغ (بالإنجليزية: Dave Harding)‏ (14 أغسطس 1946 بليفربول في المملكة المتحدة - ) هو لاعب كرة قدم أسترالي في مركز الوسط، شارك في كأس العالم 1974. وشارك مع منتخب أستراليا لكرة القدم. أما مع النوادي، فقد لعب مع سيدني تايغرز ونادي ريكسهام ونادي سيدني أوليمبيك ونادي بلاكتاون سيتي وWestern Suburbs SC ‏.

## وصلات خارجية
- ديف هاردينغ على موقع الاتحاد الدولي (مؤرشف)  (الإنجليزية)
- ديف هاردينغ على موقع قاعدة بيانات كرة القدم.إي يو (الإنجليزية)
- ديف هاردينغ على موقع ناشيونال فوتبول تيمز (الإنجليزية)